# An-178

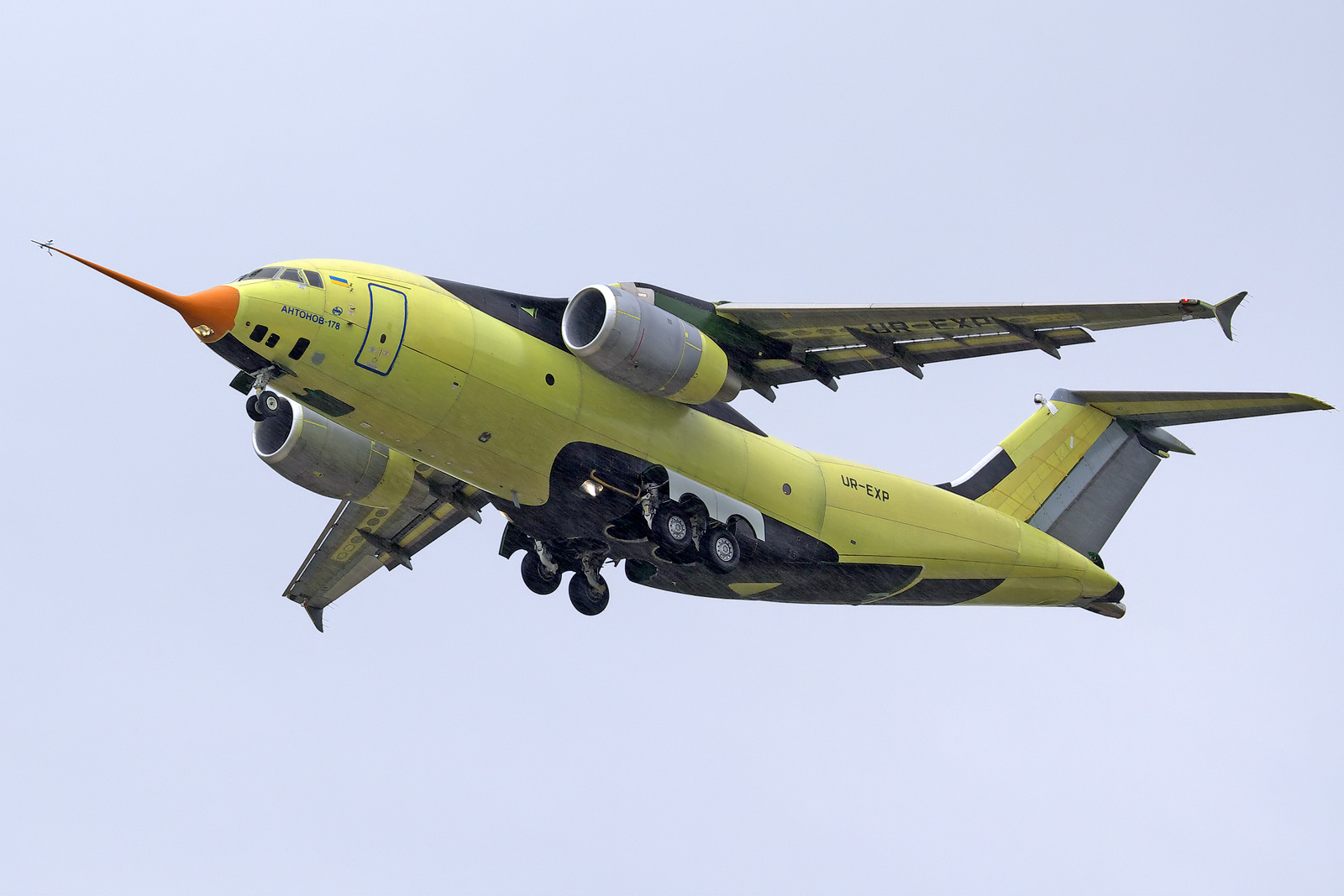
An-178 podczas swojego pierwszego lotu

An-178 (ukr. Ан-178) – ukraiński samolot transportowy powstały na bazie pasażerskiej maszyny An-148.

## Historia
Decyzja o uruchomieniu programu An-178 zapadła formalnie 5 lutego 2010. Głównym powodem rozpoczęcia prac było zainteresowanie samolotem przez Siły Powietrzne Federacji Rosyjskiej, które w owym czasie zbliżały się do podjęcia decyzji o pozyskaniu maszyn zdolnych zastąpić starzejącą się flotę używanych dotychczas średnich samolotów transportowych. Głównie miałby to być samoloty An-12, których produkcję zakończono w 1972 roku, An-26, których produkcję zakończono w 1986 roku i An-32. Było to tym bardziej prawdopodobne, że rosyjska Połączona Korporacja Lotnicza (Объединённая Авиастроительная Корпорация) była już partnerem ukraińskiego Antonowa w programie An-148, który obok Kijowa, produkowany jest również w rosyjskim Woroneżu. W sytuacji geopolitycznej, w której stosunki ukraińsko-rosyjskie pozostają w cieniu wydarzeń na Krymie i w Donbasie, jest to praktycznie niemożliwe. Od początku planowano oprzeć nową konstrukcję o doświadczenia i rozwiązania zastosowane przy budowie samolotu An-148, w granicach zgodności technicznej pomiędzy obydwiema konstrukcjami rzędu 60%, a wiele elementów płatowca pochodzi bezpośrednio z samolotu An-148. Dzięki takiemu rozwiązaniu udało się obniżyć koszty prac projektowych i konstrukcyjnych. Producent zakładał, iż prototyp może powstać już w 2012, a rok później może wznieść się do dziewiczego lotu. Program budowy uległ opóźnieniu i dopiero 29 lipca 2014 Antonow zaprezentował ukończony kadłub maszyny. W pracach projektowych uwzględniono sugestie, jakie pojawiły się ze strony ukraińskiego Ministerstwa Obrony, zainteresowanego samolotem. 16 kwietnia 2015 zaprezentowano ukończoną pierwszą maszynę. An-178 jest rozważany jako potencjalny konkurent samolotu Ił-214 w programie Multirole Transport Aircraft na średni samolot transportowy dla Indyjskich Sił Powietrznych. W czerwcu 2015 roku, dwa miesiące po swoim oblocie, maszyna miała swój zagraniczny debiut. Samolot został zaprezentowany na wystawie statycznej w trakcie Międzynarodowego Salonu Lotniczego w Paryżu.
Maszynę oblatano 7 maja 2015, tego samego dnia azerska firma Silk Way Airlines złożyła zamówienie na 10 maszyn. W 2015 roku swoje zamówienie na 16 maszyn anulowały Irackie Siły Powietrzne. Linie lotnicze Maximus Air Cargo, podpisały z producentem list intencyjny w sprawie zakupu nieokreślonej liczby samolotów.
17 grudnia 2015 roku ukraińska Kompania Antonow i saudyjska spółka Taqnia Aeronautics podpisały list intencyjny na zakup trzydziestu maszyn An-178 dla Królewskich Saudyjskich Sił Powietrznych. Niewykluczone jest również, iż Taqnia Aeronautics uruchomi w swoich zakładach licencyjną produkcję samolotów.
Samolot docelowo ma być wyposażony w silniki D-436-148FM, jednostki specjalnie zaprojektowane dla An-178 przez Zaporoskie Biuro Konstrukcyjne Budowy Maszyn Iwczenko-Progress i zbudowane w zakładach Motor-Sicz. Jednak z powodu przedłużających się prac nad nowymi jednostkami, prototyp samolotu wyposażono w silniki D-436-148, takie same, jakie napędzają pasażerskie An-148. Pierwszy z gotowych silników D-436-148FM trafił do Antonowa w grudniu 2015 roku. Na początku lutego 2016 roku silnik zainstalowano pod lewym skrzydłem. Tak zmodyfikowano prototyp, z dwoma różnymi jednostkami, D-436-148FM pod lewym a D-436-148 pod prawym skrzydłem wzniósł się po raz pierwszy w powietrze 5 lutego 2016 roku. Na początku marca tego samego roku do wytwórni trafił drugi D-436-148FM, który niezwłocznie zainstalowano na prototypie. Tak zmodernizowany samolot, już z obydwoma silnikami D-436-148FM oblatano 21 kwietnia 2016 roku. W sierpniu 2016 roku wytwórnia rozpoczęła próby załadunku i rozładunku samolotu. W badaniach wykorzystano między innymi samochód terenowy Humvee (w wersji M1097A2). Testy umożliwiły sprawdzenie bezpiecznego załadunku samochodów po rampie, rozmieszczenia w ładowni i unieruchamiania ich we wnętrzu samolotu. Podobne testy zostaną przeprowadzone z kontenerami i standardowymi paletami załadunkowymi.
Nie ujawniona liczba samolotów została wybrana przez peruwiańskie Ministerstwo Spraw Wewnętrznych do zastąpienia używanych przez policje kraju maszyn An-32B. An-178 w pokonanym polu pozostawił C-27 Spartan i C-295M. Pomimo braku informacji o liczbie samolotów, wartość umowy sugeruje zakup pojedynczego egzemplarza. Sprawa zakupu samolotu stała się przedmiotem śledztwa komisji obrony narodowej peruwiańskiego kongresu oraz Urzędu Kontroli Państwowej Peru. Obydwie instytucje badają czy podczas zakupu nie doszło do skorumpowania osób odpowiedzialnych za podjęte w sprawie transakcji decyzje.
29 grudnia 2020 roku Ukraińskie Ministerstwo Obrony podpisało umowę na zakup trzech maszyn oznaczonych jako An-178-100P a przeznaczonych dla Sił Powietrznych Ukrainy. Samoloty są pierwszymi zamówionymi samolotami rodzimej konstrukcji, od czasu odzyskania niepodległości przez Ukrainę w 1991 roku. Ukończony kadłub pierwszej z zamówionych maszyn, został uroczyście wytoczony z hali montażowej 20 maja 2021 roku. Ukończony cały samolot został uroczyście wytoczony z hali montażowej 28 grudnia 2021 roku. Gotowy samolot ma być dostarczony w 2023 roku. 9 października 2024 roku, z Ukrainy do Polski przyleciał prototyp maszyny. Samolot wylądował na lotnisku w Bydgoszczy. W chwili przylotu prototyp był jedynym latającym egzemplarzem An-178. Z powodu wojny lot wykonano w tajemnicy, dopiero nad Polską uruchamiając transponder.

## Konstrukcja
An-178 jest wolnonośnym górnopłatem napędzanym dwoma turbinowymi silnikami odrzutowymi. Kadłub maszyny o średnicy 3,85 m wyposażono w tylną rampę ładunkową. Samolot jest zdolny do przewozu 90 żołnierzy lub 80 spadochroniarzy, w wersji sanitarnej na pokładzie ma się znaleźć miejsce dla 40 rannych przewożonych na noszach i 30 na miejscach siedzących. Kabina transportowa dysponuje objętością 125 m³. Dwa silniki turbowentylatorowe Progress D436-148FM umieszczono w gondolach zawieszonych po obydwu stronach kadłuba pod skrzydłami. Ułatwieniem dla producenta jest fakt, iż jednostki napędowe powstają na Ukrainie. Trójpodporowe chowane podwozie z przednim podparciem. Zdwojone podwozie przednie chowane do wnęki w kadłubie, podwozie główne do wnęk umieszczonych po obydwu stronach kadłuba. Usterzenie w kształcie litery „T”. Samolot ma być zdolny do operowania z lotnisk o gruntowej nawierzchni. Dzięki działającemu już centrum szkoleniowemu dla personelu cywilnych An-148, producent jest w stanie szybko przeszkolić załogi do pracy z An-178. 